# Діяння данів

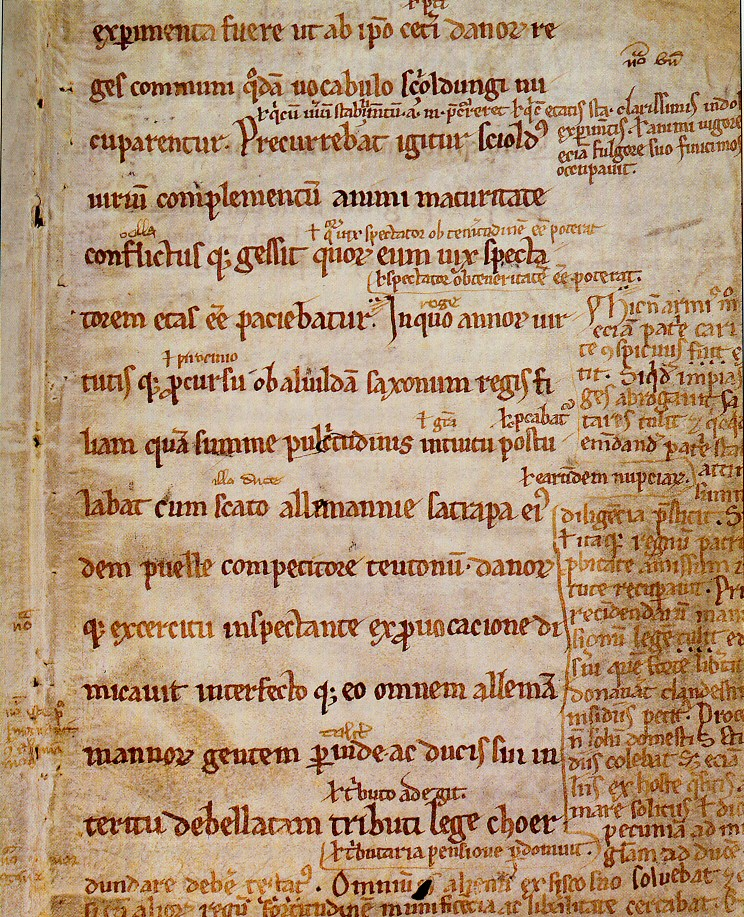
Gesta Danorum (фрагмент з Анжера), ст. 1, перед.

«Gesta Danorum» («Діяння данів») — патріотична праця данської історії, авторства Саксона Граматика. Це найбільші амбітні літературні зусилля середньовічної Данії та важливе джерело інформації про ранню історію нації. Це також один з найстаріших письмових документів про історію Естонії та Латвії.
Твір складається з 16 книг, написаних латиною на запрошення архієпископа Абсалона, та описує данську і деякою мірою скандинавську історію в цілому, від доісторичних часів до кінця 12-го ст. Крім того, «Gesta Danorum» надає рідкісні свідчення про європейські події Високого Середньовіччя з унікальної скандинавської перспективи, доповнюючи інформацію істориків Західної та Південної Європи.

## Книги
Твір складається з 16 книг, прозою з окремими вкрапленнями поезії, які можуть бути розділені на дві частини: книги 1-9, у яких йдеться про північну міфологію, та книги 10-16, присвячені середньовічній історії. Книга 9 закінчується Гормом Старим, першим фактично задокументованим королем Данії. Останні три книги (14-16), які описують данські завоювання на південних берегах Балтійського моря та війни проти слов'ян (Північні хрестові походи), є дуже цінними для історії західнослов'янських племен (полабські слов'яни, поморяни) та слов'янського язичництва. У книзі 14 міститься унікальний опис язичницького храму на острові Рюген.

### Хронологія
Питання, коли саме були написані «Gesta Danorum», досліджується у багатьох наукових працях; однак загальний консенсус, що твір був закінчений не раніше 1208 року. Остання подія, описана в останній, 16-й книзі, — підкорення королем Данії Кнудом VI Померранії під владою герцога Богуслава I 1186 року. Але передмова до книги, присвячена архієпископу Андерсом Сунесеном, згадує данське завоювання територій на північ від Ельби 1208 року.
Книга 14, яка вкладає майже чверть тексту всієї праці, закінчується призначенням Абсалона на архієпископа 1178 року. Оскільки ця книга така велика, а Абсалон у ній має більшу вагу, ніж король Вальдемар I Великий, вона могла бути написана першою та спочатку складала самостійну працю. Можливо потім Саксон Граматик розширив її книгами 15 і 16, де розповів історію останніх років правління короля Вальдемара I Великогота перших років Кнуда VI.
Вважається, що після цього Саксон Граматик написав книги 11, 12 та 13. Історія Данії Свена Аггесена, «Brevis Historia Regum Dacie» (бл.1186 р.), зазначає, що Саксон вирішив написати про «короля-отця та його синів», тобто про короля Свейна II Данського, у книгах 11, 12 та 13. Пізніше він додав перші десять книг. Це також може пояснити 22 роки між останніми подіями, наведеними у останній, 16-й книзі, та подією 1208 року, описаною у передмові.

### Манускрипти
Оригінальні манускрипти твору втрачені, за винятком чотирьох фрагментів: Анжерський фрагмент, Лассенський фрагмент, фрагмент Калл-Расмуссен та Плезнерський фрагмент. Анжерський фрагмент є найбільшим та єдиним, який підтверджено написаний рукою Саксона Граматика. Інші три є копіями бл. 1275 року. Всі чотири фрагменти зберігаються у Королівській бібліотеці Данії, Копенгаген.
Сам текст, однак, вцілів — у 1510—1512 рр. Крістіерн Педерсен, данський перекладач, який працював у Парижі, «прошерстив» Данію у пошуках вцілілих копій праць Саксона Граматика. На той час більшість праць була втрачена, а більшість знань про них походили зі опису у творі «Chronica Jutensis» (бл.1342 р.), під назвою «Compendium Saxonis». Саме там книги згадувались під назвою «Gesta Danorum». Назва, яку книгам дав сам Саксон Граматик, не відома.
Крістіерн Педерсен знайшов копію «Діянь данів» у колекції архієпископа Біргера Гуннерсена з Лунду, зараз у Швеції, і той йому її радо позичив. За допомогою друкаря Йодокуса Бадіуса, «Gesta Danorum» була покращена та надрукована.

### Друк
Перший друк книги та найстарший відомий повний текст праць Саксона Граматика надрукований Йодокусом Бадіусом 15 березня 1514 року у Парижі під назвою «Danorum Regum heroumque Historiae» («Історія королів та героїв данів»). Видання має такий колофон: …impressit in inclyta Parrhisorum academia Iodocus Badius Ascensius Idibus Martiis. MDXIIII. Supputatione Romana. (березневі іди, 1514).

На повній фронтальній сторінці написано латиною (скорочення розширені):
Danorum Regum heroumque Historiae stilo eleganti a Saxone Grammatico natione Zialandico necnon Roskildensis ecclesiae praeposito, abhinc supra trecentos annos conscriptae et nunc primum literaria serie illustratae tersissimeque impressae.
данською:
De danske Kongers og Heltes Historie, skrevet i pyntelig Stil for over 300 Aar siden af Saxo Grammaticus, en Sjællandsfar og Provst ved Kirken i Roskilde, og nu for første Gang oplyst ved et Register og omhyggeligt trykt.
українською:
Історії королів та героїв данів, складені елегантним стилем Саксоном Граматиком, зеландцем та провостом церкви Роскілле, понад триста років тому, і тепер вперше ілюстровані та правильно надруковані у дослідженій збірці.

#### Латинські версії
Джерелом всіх існуючих перекладів та нових видань є текст латиною Крістіерна Педерсена «Danorum Regum heroumque Historiae». Сьогодні існує ряж інших перекладів, і часткових, і повних:
- Крістіерн Педерсен, надруковано 1514 року, назва: Danorum Regum heroumque Historiae
- Йоганнес Опорінус, надруковано 1534 року, назва: Saxonis Grammatici Danorum Historiae Libri XVI
- Філіп Лонікер, надруковано 1576 року, назва: Danica Historia Libris XVI
- Стефан Гансен Стефаніус, надруковано 1645 року, назва: Saxonis Grammatici Historiæ Danicæ Libri XVI
- Крістіан Адольф Клотц, надруковано 1771 року, назва: Saxonis Grammatici Historiae Danicae libri XVI
- Петер Еразмус Мюллер, надруковано 1839 року, назва: Saxonis Grammatici Historia Danica
- Альфред Холдер, надруковано 1886 року, назва: Saxonis Grammatici Gesta Danorum
- Йорген Олрік & Ганс Редер, надруковано 1931 року, назва: Saxonis Gesta Danorum
- Карстен Фрііс-Єнсен, надруковано 2005 року, назва: Gesta Danorum ISBN 978-87-12-04025-5, ISBN 87-12-04025-8

#### Данські переклади
- Крістіерн Педерсен, ніколи не друкувався, бл. 1540 року, втрачений
- Йон Турсонс, never надруковано бл. 1555 року, втрачений
- Андерс Соренсен Ведел, надруковано 1575 року, назва: Den Danske Krønicke
- Сеєр Шусбьолле, надруковано 1752 року, назва: Saxonis Grammatici Historia Danica
- Н. Ф. С. Грунндтвіг, надруковано 1818—1822 року, назва: Danmarks Krønike af Saxo Grammaticus
- Фредерік Вінкел Хорн, надруковано 1898 року, назва: Saxo Grammaticus: Danmarks Krønike
- Йорген Олрік, надруковано 1908—1912 року, назва: Sakses Danesaga
- Петер Зееберг, надруковано 2000 року, назва: Saxos Danmarkshistorie ISBN 87-12-03496-7 (повний) ISBN 87-12-03534-3 (т.1) ISBN 87-12-03535-1 (т.2)

#### Інші переклади
- Олівер Елтон, надруковано 1894 року, назва: The First Nine Books of the Danish History of Saxo Grammaticus(англ.)
- Пітер Фішер та Гільда Елліс Девідсон, надруковано 1979—1980 року, назва: Saxo Grammaticus: The History of the Danes, Books I—IX(англ.)
- Ерік Крістіансен, надруковано 1980—1981 року, назва: Saxo Grammaticus: Danorum regum herorumque historia, books X—XVI(англ.)
- Вільям Ф.Хансен, надруковано 1983 року, назва: Saxo Grammaticus and the life of Hamlet(англ.)
- Карстен Фрііс-Єнсен (редактор) та Пітер Фішер (переклад), надруковано 2015 року, назва: Saxo Grammaticus: Gesta Danorum The History of the Danes.(англ.)
- Герман Янтцен, надруковано 1900 року, назва: Saxo Grammaticus. Die ersten neun Bücher der dänischen Geschichte(нім.)
- Людовіка Кох & Марія Аделе Чіполла, надруковано 1993 року, назва: Sassone Grammatico: Gesta dei re e degli eroi danesi(італ.)
- Юкіо Танігучі, надруковано 1993 року, назва: Sakuso Guramatikusu: Denmakujin no jiseki(яп.)
- Сантьяго Ібанес Льух, надруковано 1999 року, назва: Saxo Gramático: Historia Danesa(ісп.)
- Андрій Досаєв, надруковано 2017 року, назва: «Саксон Грамматик. Деяния данов» (рос.)

«Gesta Danorum» також була частково перекладена у інших публікаціях англійською, французькою та німецькою мовами.

## Гамлет
Окремі аспекти «Gesta Danorum» були покладені Вільямом Шекспіром у основу «Гамлета». Вважається, що Шекспір ніколи не читав «Gesta Danorum», але мав доступ до якоїсь версії цього твору, яка описувала падіння принца данського, чиє справжнє ім'я, Амлет (Amleth), було перетворено Шекспіром на Гамлета.
Вексія Саксона Граматика, описана у книгах 3 та 4, дуже схожа на «Гамлета» Шекспіра. У Саксона, два брати Орвенділ та Фенгі отримують владу над Ютландією від короля Рюрика Слінгебонда Данського. Невдовзі потому, Орвенділ одружується на дочці Рюрика Герут (Гертруда у «Гамлеті»). Амлет є єдиною дитиною подружжя.
Фенгі починає заздріти шлюбу брата та хотіти особистої влади над Ютландією, тому вбиває Орвенділа. Після дуже короткого періоду трауру, Фенгі одружується з Герут та оголошує себе єдиним правителем Ютландії. Врешті-решт Амлет помщається за вбивство батька та вбиває дядька, що робить його новим та законним королем Ютландії. На відміну від Шекспіра, у якого Гамлет гине після смерті дядька, у Саксона Граматика він виживає і починає правити королівством і мати інші пригоди.